# Сражение при Намозин-Черч
Сражение при Немозин-Черч (англ. The Battle of Namozine Church) — небольшое боевое столкновение, произошедшее 3 апреля 1865 года во время Аппомматоксской кампании американской гражданской войны. Сражение стало первым столкновением Северовирджинской армии генерала Ли с Потомакской армией Мида после эвакуации Питерсберга и Ричмонда. Преследование Северовирджинской армии осуществлял федеральный кавалерийский корпус под командованием Филипа Шаридана. Непосредственно в сражении были задействованы бригады дивизии Джорджа Кастера и арьергард конфедерации, бригады Уильяма Робертса и Руфуса Баррингера.